# Saint-Gauzens
Saint-Gauzens är en kommun i departementet Tarn i regionen Occitanien i södra Frankrike. Kommunen ligger i kantonen Graulhet som tillhör arrondissementet Castres. År 2022 hade Saint-Gauzens 912 invånare.

## Befolkningsutveckling
Antalet invånare i kommunen Saint-Gauzens
| Referens: INSEE |